# Cyanopepla gloriosa
Cyanopepla gloriosa är en fjärilsart som beskrevs av Walker 1854. Cyanopepla gloriosa ingår i släktet Cyanopepla och familjen björnspinnare. Inga underarter finns listade i Catalogue of Life.